# Slag bij Cross Keys
De Slag bij Cross Keys vond plaats op 8 juni 1862 in Rockingham County, Virginia tijdens de Amerikaanse Burgeroorlog. Deze slag en de Slag bij Port Republic de volgende dag waren de beslissende overwinningen voor het Zuidelijke leger tijdens de veldtocht van Thomas Jackson. De Noordelijke legers moesten zich noodgedwongen terugtrekken. Daardoor kon Jackson ongestoord het leger van Robert E. Lee versterken bij Richmond.

## Background

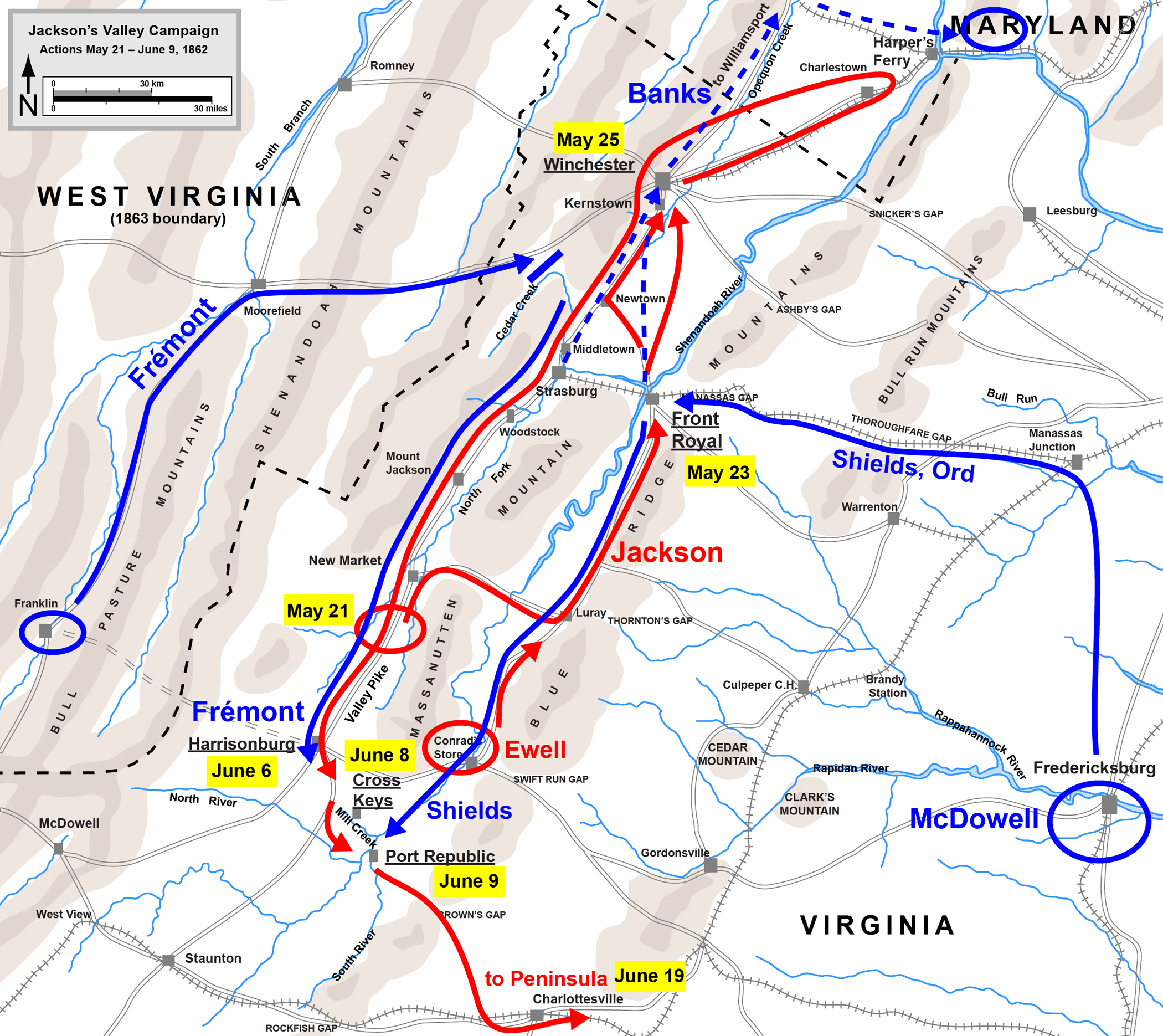
Jacksons veldtocht in de Shenandoah-vallei: Front Royal tot Port Republic.

Het dorpje Port Republic, Virginia, situeert zich op een landtong tussen de North en South Rivers waar ze samenvloeien tot de South Fork Shenandoah River. Op 6 en 7 juni 1862 bivakkeerde het 16.000 man sterke leger van Jackson ten noorden van het dorpje. De divisie van generaal-majoor Richard S. Ewell had zijn tenten langs Mill Creek opgeslagen. De divisie onder brigadegeneraal Charles S. Winder lag op de Noordelijke oever van de North River nabij een brug. Het 15th Alabama blokkeerde de wegen bij Union Church. Jackson had zijn hoofdkwartier ingericht in Madison Hall in Port Republic.
Twee Noordelijke legercolonnes marcheerden naar de Zuidelijke stellingen. Het leger van generaal-majoor John C. Frémont, ongeveer 15.000 man sterk, bereikte Harrisonburg op 6 juni. De Divisie onder leiding van brigadegeneraal James Shields, ongeveer 10.000 man sterk, marcheerde uit de richting Front Royal via de Lurayvallei. Deze opmars verliep traag door de slechte toestand van de wegen. Bij Port Republic hield Jackson de laatste brug in handen die de Noordelijken nodig hadden om hun legers samen te voegen. Jackson was van plan om de opmars van Frémont te stoppen bij Mill Creek en tegelijkertijd Shields op de oostelijke oever van South Fork te bevechten. Een Zuidelijke signaalpost op de Massanuttenberg hield de Noordelijke vooruitgang in de gaten.
In de late namiddag van de 7de juni stootte de voorhoede van Frémont op de wachtposten van Jacksons soldaten bij Cross Keys Tavern. Na enkele schoten afgevuurd te hebben, trok de Noordelijke cavalerie zich terug naar de hoofdmacht van het leger. Het invallen van de duisternis hield andere operaties tegen.

## De slag
Kolonel Samuel S. Carroll werd door Shields vooruitgestuurd om de brug bij Port Republic in handen te krijgen. Hij had een cavalerieregiment, een infanteriebrigade en een artilleriebatterij tot zijn beschikking. In de vroege morgen van 8 juni sloeg Carroll de Zuidelijke voorposten uiteen, stak hij de South River over en viel Port Republic binnen. Jackson en zijn staff slaagden er net in om te ontsnappen via de brug. Carroll stelde een kanon op om de brug te bestrijken terwijl hij snel een ander kanon liet aanrukken. Jackson gaf onmiddellijk het bevel aan kapitein William T. Poague om zijn batterij langs hun kant op te stellen. Kapitein James Carrington stelde een kanon op zodat de hoofdstraat van Port Republic onder vuur kon liggen. Kolonel Samuel V. Fulkerson leidde zijn 37th Virginia Infantry over de brug. Ze kwamen onder zwaar vuur te liggen van de Noordelijke kanonnen. De Zuidelijke aanval slaagde en de Carroll moest zich in opperste verwarring terugtrekken. De twee Noordelijke kanonnen waren verloren. Drie Zuidelijke kanonnen beschoten de terugtrekkende Noordelijken vanaf de andere oever van de South Fork. Carroll trok zich verschillende kilometers terug langs de Luray Road. De brigade van William B. Taliaferro bezette Port Republic en de oude Stonewall brigade werd opgesteld bij Bogota om nieuwe verrassingen te voorkomen.
Ondertussen was het leger van Frémont opnieuw in beweging gekomen. De brigade van kolonel Gustave P. Cluseret vormde de voorhoede. Na het verdrijven van de Zuidelijke voorposten stelde Cluseret zijn rechterflank op langs de Keezletown Road nabij Union Church. De een na de andere Noordelijke brigades vulden de linie aan. Brigadegeneraal Robert C. Schenck nam positie in op de rechterzijde van Cluseret. Brigadegeneraal Robert H. Milroy stelde zich op links van Cluseret. Brigadegeneraal Julius H. Stahel nam de uiterste linkerflank voor zijn rekening. Zijn positie liep tot aan Congers Creek. Brigadegeneraal William H. C. Bohlen en colonel John A. Koltes brigades vormden de reserve. Een cavalerieregiment versterkte de rechterflank van de slaglinie. De batterijen werden voor de linie opgesteld.
Ewell stelde zijn infanterie op achter Mill Creek. De brigade van brigadegeneraal Isaac R. Trimble op de rechterflank dwars overde Port Republic Road. Brigadegeneraal Arnold Elzey nam het centrum voor zijn rekening samen met 4 batterijen. Toen de Noordelijke brigades zich opstelden langs de Keezletown Road, verplaatste Trimble zijn brigade naar Victory Hill. De batterije van Courtenay Latimer en de 21st North Carolina Infantry werden op de heuvel gepositioneerd. De15th Alabama sloot zich opnieuw aan bij de brigade na de schermutselingen bij Union Church. Trimbles regimenten werden uit het zicht van de Noordelijken gehouden. Ze stonden voornamelijk opgesteld achter de heuvel.
Frémont was vastbesloten om de vijandelijke linie te breken. Hij veronderstelde dat de hoofdmacht achter Mill Creek stond. Frémont liet zijn soldaten aanvallen via het moeilijk manoeuvre. Zijn brigades waren verondersteld om de draaien als een openvliegende deur met de rechterflank als scharnierpunt. Stahels brigade op de uiterste linkerflank moest de grootste afstand afleggen en vertrok daarom als eerste. Hij werd gevolgd door Milroy. De Noordelijke batterijen rukten samen op met de infanterie en begonnen de strijd aan te gaan met de Zuidelijke batterijen. Stahel rukte op zonder iets af te weten van de vooruitgeschoven positie van Trimble. Stahels linie begon Victory Hill te beklimmen. Op een afstand van 60 passen openden Trimbles een vernietigend vuur op de Noordelijke linie. Stahel verloor veel soldaten en moest zich terugtrekken. De brigade hergroepeerde zich aan de andere kant van de vallei tegenover Victory Hill. Ze zouden geen nieuwe aanval meer inzetten.
Stahel viel niet opnieuw aan maar bracht wel een batterij naar voren om zijn stelling te versterken. Trimble stuurde de 15th Alabama via zijn rechterflank naar de ravijn om de langs de linkerflank van de vijandelijke batterij te geraken. Ondertussen stuurde Ewell twee regimenten (13th en 25th Virginia) langs de heuvel naar Trimbles rechterflank. Ze kwamen onder zwaar vuur te liggen van de Noordelijke batterij. Met een strijdkreet verscheen de 15th Alabama uit de ravijn en stormden op de vijandelijke batterij af. Trimble stuurde zijn andere twee regimenten (16th Mississippi en de 21st Georgia) naar voor ter ondersteuning. De Noordelijke linie moest wijken. De Noordelijke batterij kon net op tijd ontsnappen. Een Noordelijk regiment zette kortstondig de tegenaanval in tegen de linkerflank van de 16 Mississippi. Na een hard gevecht moest ook dit Noordelijk regiment wijken.
Trimble zette de opmars op zijn rechterflank verder waarbij verschillende Noordelijke stellingen geflankeerd werden. Ondertussen rukte Milroy op aan de rechterzijde van Stahel. Hij werd ondersteund door artillerie. Milroy naderde het vijandelijke centrum bij Mill Creek tot op geweervuurafstand en opende het vuur. De Noordelijke en Zuidelijke batterijen vochten verder hun duel uit. Bohlen rukte op om Stahel te ondersteunen. Stahel moest echter terugtrekken. Hierdoor kwam Milroy’s positie in gevaar en moest op zijn beurt ook terugtrekken. Jackson stuurde Taylors brigade naar voor om Ewell te ondersteunen indien het nodig zou zijn. Taylors inzet zou echter niet nodig zijn. Hij bleef in reserve bij de Donker Church.
Frémont slaagde er niet meer in om een gecoördineerde aanval te sturen. Hij leek verlamd door de zware verliezen bij Stahel op zijn linkerflank. Frémont gaf toch bevel aan Schenk om zijn brigade naar voor te sturen om de vijandelijke linkerflank bij Union Church te vinden en aan te vallen. Ewell versterkte zijn linkerflank met delen van Elzeys brigade. Bij een kort maar hevig vuurgevecht raakten Elzey en Steuart gewond. Frémont trok zijn leger terug naar Keezletown Road en plaatste zijn artillerie op bij Oak Ridge. Zo fungeerde de artillerie als achterhoede.

## Gevolgen
Bij zonsondergang rukte Trimble met zijn linie op tot op een 500 meter van de Noordelijke posities om zich te beschermen tegen een nachtelijke aanval. Trimble kreeg echter het bevel van Ewell om zich terug te trekken naar zijn eerdere stellingen.